# Clayton J. Lloyd International Airport

i7
i11
i13

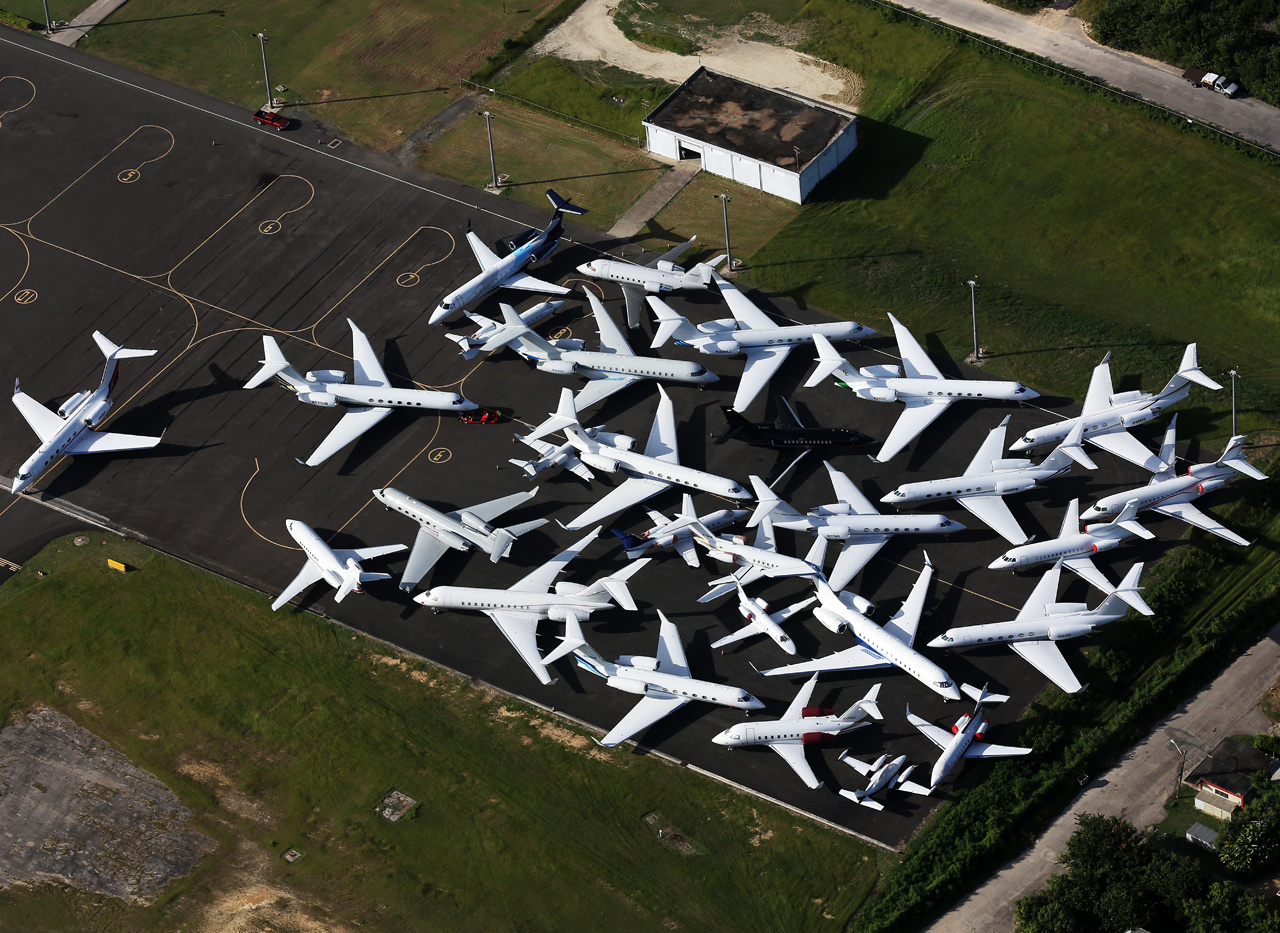
Flugzeuge auf dem Clayton J. Lloyd International Airport

Der Clayton J. Lloyd International Airport (ehemals Wallblake Airport, IATA-Code: AXA, ICAO-Code: TQPF) ist der einzige Flughafen des Britischen Überseegebietes Anguilla in der Karibik. Er liegt unweit der Hauptstadt The Valley.
Er wurde am 4. Juli 2010 nach dem von der Insel stammenden Luftfahrer und Flugpionier Clayton J. Lloyd benannt.

## Fluggesellschaften und Flugziele
Es bestehen regelmäßige Linienflugverbindungen nach San Juan auf Puerto Rico, Antigua, Nevis, Sint Maarten, Saint Thomas und anderen umliegenden Inseln mit Air Sunshine, LIAT, Seaborne Airlines und Tradewind Aviation sowie Anguilla Air Services, Trans Anguilla Airways und Anguilla Air Express. 
Mehrere Charterfluggesellschaft fliegen den Flughafen an und sind teilweise auf diesem stationiert, wie zum Beispiel Anguilla Air Charter.